# Rotonde des Personnes illustres
La Rotonde des Personnes illustres (en espagnol : Rotonda de las Personas Ilustres) est un espace mortuaire créé en 1872, à l'initiative du président de la République de l'époque, Sebastián Lerdo de Tejada, au sein du Panthéon civil de Dolores (es), dans la division territoriale de Miguel Hidalgo à Mexico.
Cet ensemble de monuments a vocation à honorer de grandes personnalités ayant contribué de manière importante, tout au long de l'histoire, au rayonnement du Mexique. En particulier, les héros nationaux et ceux qui se sont distingués par leurs actions au service de la nation dans tous les domaines, qu'ils soient militaires, scientifiques, civiques ou culturels. Auparavant, elle s'appelait Rotonde des hommes illustres (Rotonda de los Hombres Ilustres) ; le nom a été modifié par décret le 26 février 2003, sous le gouvernement de Vicente Fox Quesada.
La première personne inhumée dans la Rotonde fut le lieutenant-colonel Pedro Letechipía (es), le 21 mars 1876, lors d'une cérémonie présidée par le président du Mexique de l'époque, Sebastián Lerdo de Tejada.

## Administration et législation

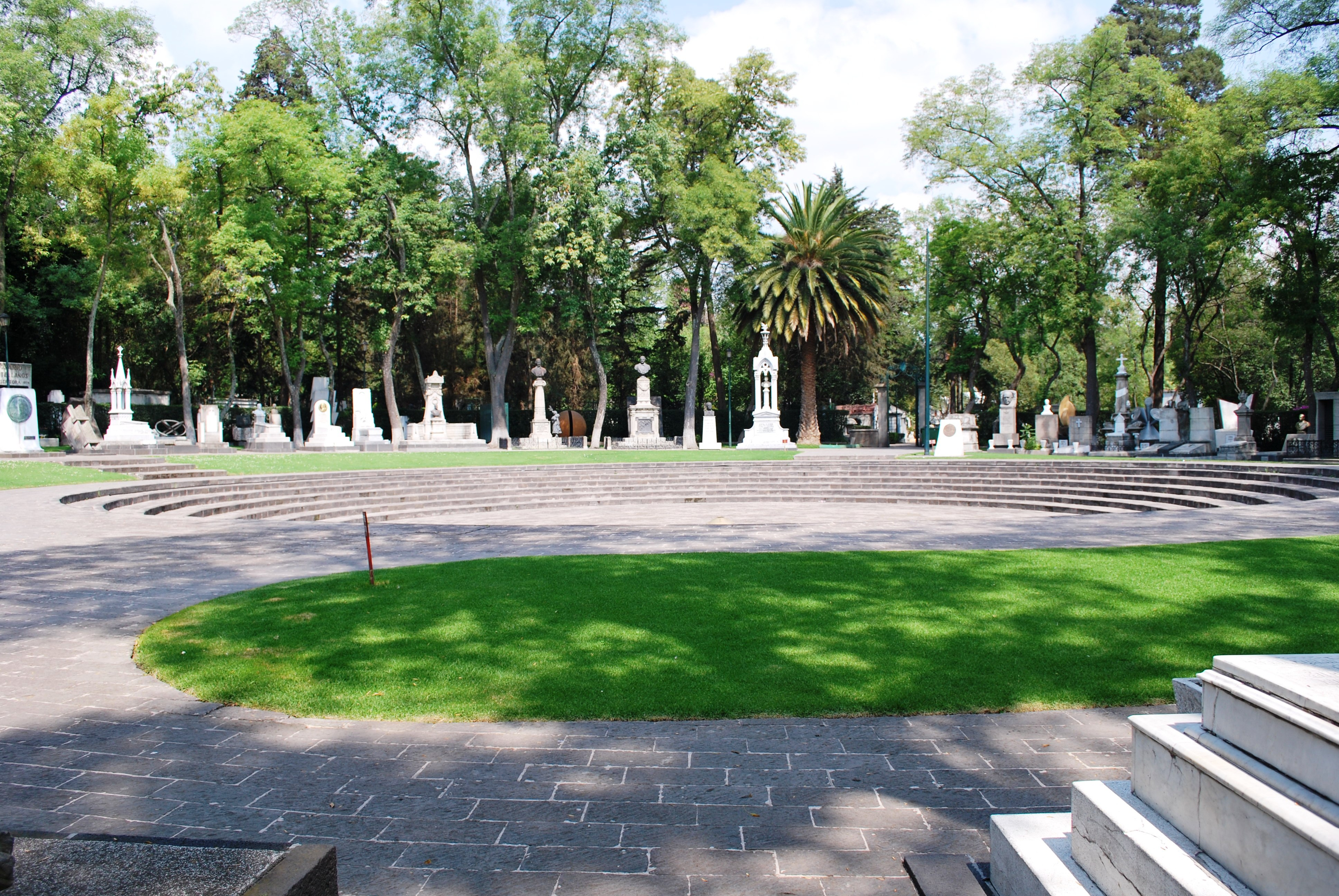
Vue panoramique de la Rotonde.

Par décret présidentiel du 4 mars 2003, l'Administration publique fédérale doit continuer à assumer les frais d'inhumation et d'hommage dans la rotonde, imputés au budget du ministère de l'Intérieur, qui préside le Conseil consultatif de la rotonde, lequel est composé du ministère de l'Intérieur lui-même et des secrétaires de la Défense nationale, de la Marine, de l'Éducation publique et de la Culture, qui peuvent tous désigner un suppléant.

## Personnalités inhumées dans la Rotonde
| Nom                                              | Naissance | Mort | Activité                                       |
| ------------------------------------------------ | --------- | ---- | ---------------------------------------------- |
| David Alfaro Siqueiros                           | 1896      | 1974 | Peintre muraliste                              |
| José María Luis Mora                             | 1794      | 1850 | Homme politique et historien                   |
| Ignacio Manuel Altamirano                        | 1834      | 1893 | Homme politique et écrivain                    |
| Gerardo Murillo, dit « Dr. Atl »                 | 1875      | 1964 | Peintre, écrivain et géologue                  |
| Juan Álvarez Hurtado                             | 1790      | 1867 | Président                                      |
| Miguel Negrete (es)                              | 1824      | 1897 | Militaire et ministre                          |
| Eligio Ancona (es)                               | 1835      | 1893 | Gouverneur et écrivain                         |
| Amado Nervo                                      | 1870      | 1919 | Poète et diplomate                             |
| Agustín Aragón y León (es)                       | 1870      | 1954 | Député et éducateur                            |
| Jaime Nunó                                       | 1824      | 1908 | Musicien et compositeur                        |
| Mariano Arista                                   | 1802      | 1855 | Président et militaire                         |
| Melchor Ocampo                                   | 1814      | 1861 | Homme politique et avocat                      |
| Ponciano Arriaga (es)                            | 1811      | 1863 | Gouverneur et avocat                           |
| Isaac Ochoterena (es)                            | 1885      | 1950 | Biologiste et éducateur                        |
| Manuel Azpíroz                                   | 1836      | 1905 | Militaire et diplomate                         |
| Pedro Ogazón (es)                                | 1824      | 1890 | Gouverneur                                     |
| Mariano Azuela                                   | 1873      | 1952 | Écrivain et médecin                            |
| Juan O'Gorman                                    | 1905      | 1982 | Peintre muraliste et architecte                |
| Joaquín Baranda (es)                             | 1840      | 1909 | Juriste et député                              |
| José Clemente Orozco                             | 1883      | 1949 | Peintre muraliste                              |
| Gabino Barreda                                   | 1818      | 1881 | Éducateur                                      |
| Manuel José Othón (es)                           | 1858      | 1906 | Poète et député                                |
| Felipe Berriozábal (es)                          | 1829      | 1900 | Militaire et gouverneur                        |
| Carlos Pacheco Villalobos (es)                   | 1839      | 1891 | Militaire et homme politique                   |
| Calixto Bravo (es)                               | 1790      | 1878 | Militaire                                      |
| Carlos Pellicer Cámara (es)                      | 1899      | 1977 | Poète et muséologue                            |
| Emilio Carranza (es)                             | 1905      | 1928 | Aviateur                                       |
| Manuel de la Peña y Peña                         | 1789      | 1850 | Président et juriste                           |
| Julián Carrillo                                  | 1875      | 1965 | Musicien et compositeur                        |
| Ángela Peralta (es)                              | 1845      | 1883 | Cantatrice et compositrice                     |
| Nabor Carrillo (es)                              | 1911      | 1967 | Scientifique et recteur                        |
| Basilio Pérez Gallardo (es)                      | 1817      | 1889 | Homme politique et écrivain                    |
| Alfonso Caso                                     | 1896      | 1970 | Archéologue et anthropologue                   |
| José María Pino Suárez                           | 1869      | 1913 | Vice-président et écrivain                     |
| Antonio Caso                                     | 1883      | 1946 | Philosophe et recteur                          |
| Manuel M. Ponce                                  | 1886      | 1948 | Musicien et compositeur                        |
| Rosario Castellanos                              | 1925      | 1974 | Écrivaine et diplomate                         |
| Guillermo Prieto Pradillo (es)                   | 1818      | 1897 | Homme politique et écrivain                    |
| Heberto Castillo                                 | 1928      | 1997 | Ingénieur civil et homme politique             |
| Bernardo Quintana (es)                           | 1919      | 1984 | Ingénieur civil                                |
| José Cevallos Cepeda (es)                        | 1831      | 1893 | Militaire et gouverneur                        |
| Ignacio Ramírez                                  | 1818      | 1879 | Homme politique et écrivain                    |
| Francisco Javier Clavijero                       | 1731      | 1787 | Historien jésuite                              |
| Rafael Ramírez Castañeda (es)                    | 1885      | 1959 | Éducateur                                      |
| Diódoro Corella (es)                             | 1838      | 1876 | Militaire                                      |
| Carlos Ramírez Ulloa (es)                        | 1903      | 1980 | Ingénieur civil                                |
| Carlos Chávez                                    | 1899      | 1978 | Musicien et compositeur                        |
| Miguel Ramos Arizpe (es)                         | 1775      | 1843 | Homme politique et prêtre                      |
| Ignacio Chávez Sánchez (es)                      | 1897      | 1979 | Médecin et recteur                             |
| Silvestre Revueltas                              | 1899      | 1940 | Musicien et compositeur                        |
| José Santos Degollado (es)                       | 1811      | 1861 | Militaire et homme politique                   |
| Jesús Reyes Heroles (es)                         | 1921      | 1985 | Historien et homme politique                   |
| Francisco Díaz Covarrubias (es)                  | 1833      | 1889 | Ingénieur et diplomate                         |
| Alfonso Reyes Ochoa                              | 1889      | 1959 | Écrivain et diplomate                          |
| Salvador Díaz Mirón (es)                         | 1853      | 1928 | Poète et homme politique                       |
| Dolores del Río                                  | 1906      | 1983 | Actrice                                        |
| Mariano Escobedo                                 | 1826      | 1902 | Militaire et homme politique                   |
| Vicente Riva Palacio (es)                        | 1832      | 1896 | Historien, homme politique et écrivain         |
| Genaro Estrada                                   | 1887      | 1937 | Historien et homme politique                   |
| Diego Rivera                                     | 1886      | 1957 | Peintre muraliste                              |
| Virginia Fábregas (es)                           | 1872      | 1950 | Actrice                                        |
| Sóstenes Rocha (es)                              | 1831      | 1897 | Militaire                                      |
| Ricardo Flores Magón                             | 1874      | 1922 | Journaliste et idéologue                       |
| Antonio Rosales                                  | 1822      | 1865 | Militaire et gouverneur                        |
| Juan José de la Garza (es)                       | 1826      | 1893 | Gouverneur y Militaire                         |
| Juventino Rosas                                  | 1868      | 1894 | Musicien et compositeur                        |
| Emma Godoy (es)                                  | 1918      | 1989 | Écrivaine                                      |
| Arturo Rosenblueth                               | 1900      | 1970 | Médecin et chercheur                           |
| Valentín Gómez Farías                            | 1781      | 1858 | Président et médecin                           |
| Carlos Rovirosa (es)                             | 1904      | 1930 | Aviateur                                       |
| Manuel Gómez Morin (es)                          | 1897      | 1972 | Idéologue                                      |
| Miguel Ruelas (es)                               | 1838      | 1880 | Avocat et diplomate                            |
| Manuel González Flores                           | 1833      | 1893 | Président et militaire                         |
| Moisés Sáenz (es)                                | 1888      | 1941 | Indigéniste et éducateur                       |
| Francisco González Bocanegra                     | 1824      | 1861 | Poète et écrivain                              |
| Pedro Sainz de Baranda y Borreiro (es)           | 1787      | 1845 | Militaire et gouverneur                        |
| Ignacio González Guzmán (es)                     | 1898      | 1972 | Biologiste et chercheur                        |
| Rosendo Salazar (es)                             | 1888      | 1971 | Idéologue                                      |
| Enrique González Martínez (es)                   | 1871      | 1952 | Écrivain et diplomate                          |
| Manuel Sandoval Vallarta (es)                    | 1899      | 1977 | Physicien et chercheur                         |
| Jesús González Ortega (en)                       | 1822      | 1881 | Militaire et gouverneur                        |
| Francisco Sarabia Tinoco (es)                    | 1900      | 1939 | Aviateur                                       |
| Donato Guerra (es)                               | 1832      | 1876 | Militaire                                      |
| Pablo Sidar Escobar (es)                         | 1895      | 1930 | Aviateur                                       |
| Guillermo Haro Barraza                           | 1913      | 1988 | Astronome                                      |
| Justo Sierra Méndez (es)                         | 1848      | 1912 | Éducateur                                      |
| José María Iglesias                              | 1823      | 1891 | Président et juriste                           |
| Jesús Silva Herzog (es)                          | 1893      | 1985 | Économiste et professeur                       |
| Agustín Lara                                     | 1897      | 1970 | Musicien et compositeur                        |
| José Juan Tablada                                | 1871      | 1945 | Diplomate et écrivain                          |
| María Lavalle Urbina (es)                        | 1908      | 1996 | Magistrate et sénatrice                        |
| Jaime Torres Bodet                               | 1902      | 1974 | Poète et diplomate                             |
| Sebastián Lerdo de Tejada                        | 1823      | 1889 | Président et homme politique                   |
| Gregorio Torres Quintero (es)                    | 1866      | 1934 | Éducateur et écrivain                          |
| Pedro Letechipía (es)                            | 1832      | 1876 | Militaire                                      |
| Luis Gonzaga Urbina (es)                         | 1864      | 1934 | Poète et journaliste                           |
| Vicente Lombardo Toledano (es)                   | 1894      | 1968 | Homme politique et idéologue                   |
| Francisco L. Urquizo (es)                        | 1891      | 1969 | Militaire et historien                         |
| Ramón López Velarde (es)                         | 1888      | 1921 | Poète                                          |
| Jesús Urueta (es)                                | 1867      | 1920 | Homme politique et journaliste                 |
| Francisco Martínez de la Vega (es)               | 1909      | 1985 | Journaliste et gouverneur                      |
| Basilio Vadillo (es)                             | 1885      | 1935 | Éducateur et diplomate                         |
| José María Mata (es)                             | 1819      | 1895 | Militaire et diplomate                         |
| Ignacio Vallarta                                 | 1830      | 1893 | Juriste et homme politique                     |
| Juan Antonio Mateos (es)                         | 1831      | 1913 | Écrivain et homme politique                    |
| Leandro Valle Martínez (es)                      | 1833      | 1861 | Militaire                                      |
| Ignacio Mejía (es)                               | 1814      | 1906 | Militaire et homme politique                   |
| Felipe Villanueva                                | 1862      | 1893 | Musicien et compositeur                        |
| Juan Nepomuceno Méndez                           | 1820      | 1894 | Président et militaire                         |
| Agustín Yáñez                                    | 1904      | 1980 | Écrivain et homme politique                    |
| José Pablo Moncayo                               | 1912      | 1958 | Musicien et compositeur                        |
| María Izquierdo                                  | 1902      | 1955 | Peintre                                        |
| Francisco Montes de Oca (es)                     | 1837      | 1885 | Médecin                                        |
| Cesáreo Castro (es)                              | 1856      | 1944 | Militaire et homme politique                   |
| Edmundo O'Gorman                                 | 1938      | 1995 | Historien                                      |
| Amalia González Caballero de Castillo Ledón (es) | 1898      | 1986 | Essayiste et dramaturge                        |
| Valentín Campa (es)                              | 1904      | 1999 | Cheminot, activiste social et homme politique. |
| Arnoldo Martínez Verdugo (es)                    | 1925      | 2013 | Homme politique.                               |

## Personnalités ayant un cénotaphe dans la Rotonde
- Juan Antonio Mateos (1831 - 1913).
- Jesús Reyes Heroles (1921 - 1985).

## Personnalités n'étant plus inhumées dans la Rotonde
- Manuel Acuña (1849 - 1873). Ses restes se trouvent dans la Rotonda de los Coahuilenses Ilustres (es).
- Ignacio Mejía (es) (1814 - 1906). Ses restes ont été perdus lors de la restructuration du panthéon.
- Lupe Vélez (1908 - 1944). Ses restes se trouvent dans le Lot des Acteurs de la A.N.D.A. du Panthéon civil de Dolores.
- Leona Vicario (1789 - 1842). Ses restes se trouvent dans le monument à l'Indépendance de la ville de Mexico.
- Andres Quintana Roo (1787 - 1850). Ses restes se trouvent dans le monument à l'Indépendance de la ville de Mexico.
- Guadalupe Victoria (1786 - 1843). Ses restes se trouvent dans le monument à l'Indépendance de la ville de Mexico.